# Ибеши
Ибеши (нем. Uebeschi) — коммуна в Швейцарии, в кантоне Берн. 
Входит в состав округа Тун. Население составляет 714 человек (на 31 декабря 2006 года). Официальный код — 0943.